# Balije Westfalen

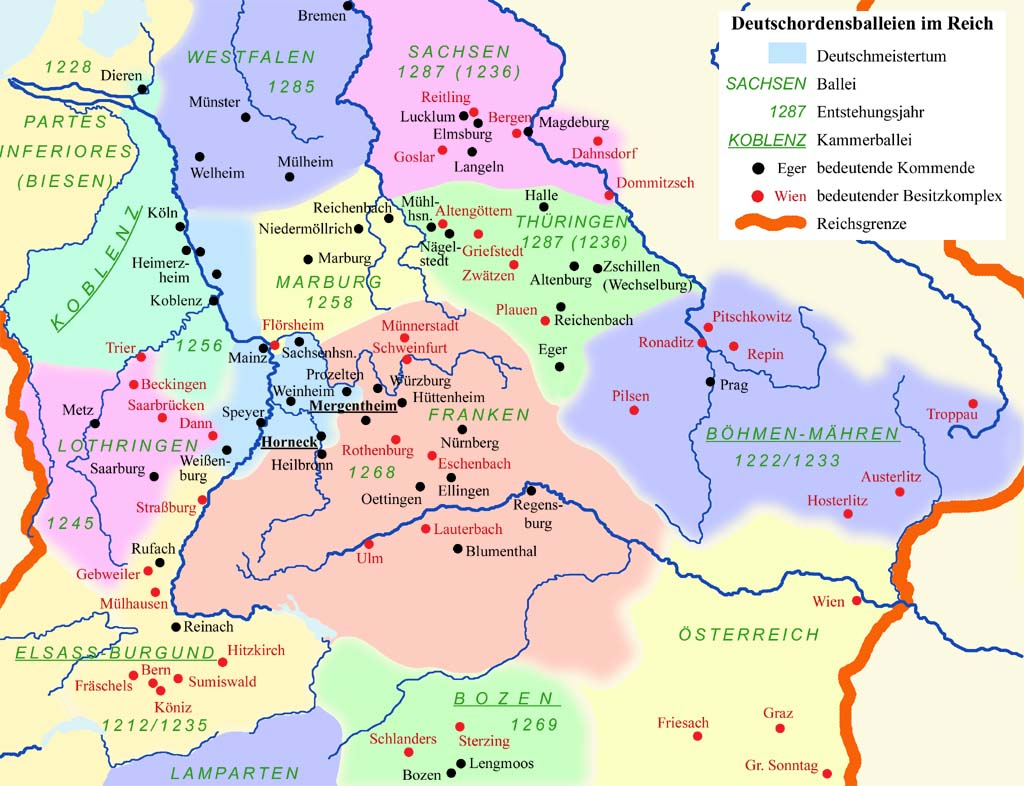
Balijen van de Duitse Orde

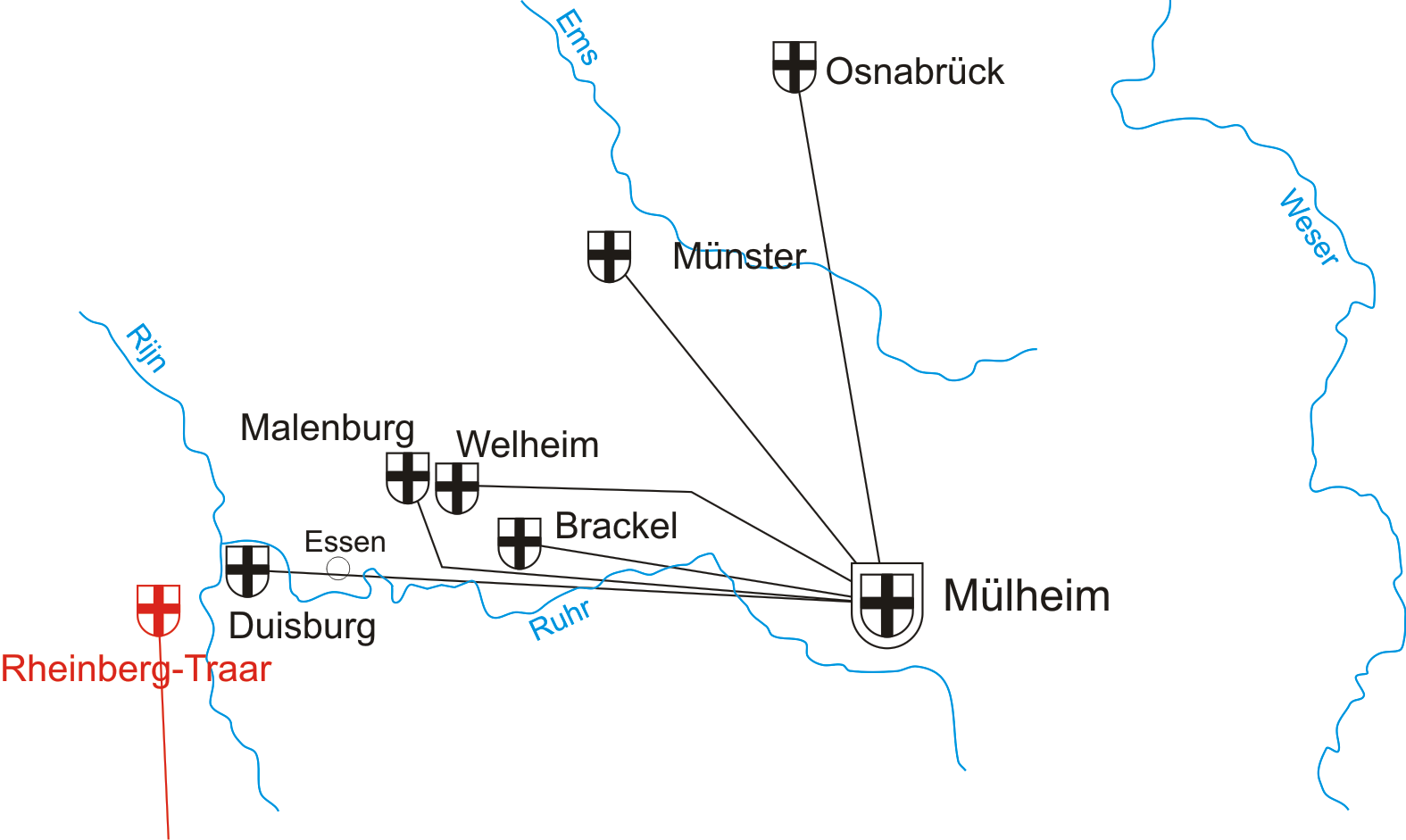
commanderijen van de balije Westfalen eind achttiende eeuw

De balije Westfalen was een balije van de Duitse Orde.
In Westfalen is de Duitse Orde later gevestigd dan in de rest van Duitsland. In 1238 en 1245 worden voor het eerst broeders van de Orde vermeld in de parochie Albachten bij Münster. Pas na 1245 verwierf de Orde bezittingen in de bisschopsstad Münster. In 1248 is er een commandeur te Münster, op het moment dat de commanderij Bremen door de balije Thüringen wordt afgestaan aan Westfalen. In het verloop van de dertiende eeuw kwam er slechts weinig bezit bij. Rond 1250 goederen in Brackel bij Dortmund, in 1266 een hof in Mülheim aan de Möhne, in 1305 bezittingen in Osnabrück. Omstreeks 1300 werd Welheim van de balije Alden Biesen bij de balije Westfalen gevoegd.

## Commanderijen
- Mülheim (nu een deel van Warstein), zetel van de balije, rijksvrijheid omstreden met keurvorstendom Keulen
- Münster, alleen rijksvrij binnen de stad, buiten de stad omstreden met het prinsbisdom Münster
- Brackel, gelegen in het graafschap Mark
- Ootmarsum
- Osnabrück, gelegen in het prinsbisdom Osnabrück
- Welheim (nu een deel van Bottrop, rijksvrijheid omstreden met Vest Recklinghausen van het keurvorstendom Keulen
- Mahlenburg, rijksvrijheid omstreden met Vest Recklinghausen van het keurvorstendom Keulen
- Duisburg, gelegen in het hertogdom Kleef